# Лизогуб, Александр Иванович
Алекса́ндр Ива́нович Лизогу́б (15 (26) февраля 1790 — 24 января (5 февраля) 1839) — генерал-майор, участник Наполеоновских войн; пианист и композитор.

## Биография
Происходил из Лизогубов дворянского рода Черниговской губернии; его предки входили в казацкую старшину. Родился в Седневе Черниговской губернии (ныне Черниговская область) 15 (26) февраля 1790 года в семье Ивана Яковлевича Лизогуба. Брат либерала Андрея и музыканта Ильи Лизогубов.
Образование получил в Пажеском корпусе, из которого был выпущен 19 декабря 1809 года поручиком в Литовский 5-й уланский полк.
В Отечественную войну 1812 года был в сражениях под Вязьмой и Вильной; удостоился награды орденами Святой Анны 3-й степени и Святого Владимира 4-й степени с бантом. Затем участвовал в Заграничных походах 1813—1814 годов; за дело при Жанвилье награждён был орденом Святой Анны 2-й степени и в 1814 году был произведён в штабс-ротмистры.
В 1815 году был переведён в Оренбургский уланский полк, но в следующем 1816 году вернулся в Литовский и в августе того же года произведён был в ротмистры. В 1818 году Лизогуб числился в списках Сибирского уланского полка, а в 1819 году был перемещён в лейб-гвардии Уланский полк. Здесь он был назначен командиром 3-го дивизиона и в 1826 году был произведён в полковники, а в следующем году награждён алмазными знаками к ордену Святой Анны 2-й степени.
Был назначен 26 ноября 1830 года командиром Серпуховского уланского полка, с которым принял участие в кампании 1831 года против бунтовавших поляков.
За беспорочную выслугу 25 лет в офицерских чинах 25 декабря 1833 года был награждён орденом Св. Георгия 4-й степени (№ 4784 по кавалерскому списку Григоровича — Степанова), а 13 марта 1834 года произведён в генерал-майоры и назначен командиром 1-й бригады 1-й уланской дивизии.
В конце 1838 года из-за болезни вышел в отставку и скончался 24 января (5 февраля) 1839 года; исключен из списков умершим 24 января 1839 года.

## Творческая деятельность
Лизогуб является одним из зачинателей оригинальной фортепианной музыки в Российской империи, его причисляют к себе как российская, так и украинская музыкальные традиции. Среди его произведений для фортепиано — многочисленные вариации на темы народных песен («Ой у полі криниченька», «Та була в мене жінка», «Ой ти, дівчино», «Ой не ходи, Грицю»). Лизогуб также писал мазурки и ноктюрны — два его ноктюрна, датированные 1821 годом, считаются первыми российскими пьесами в этом жанре. Среди романсов Лизогуба — «Смерть на чужбине» на стихи А. И. Подолинского).

## Семья
С 8 января 1830 года был женат на дочери действительного статского советника А. А. Жерве, Елизавете (05.12.1802—04.02.1885). Их дети:
- Анна (21.02.1831—23.07.1902), замужем за Л. Ф. Баллюзек — начальница Александровского (отделение «для мещанских девиц») Смольного института[2].
- Софья (25.09.1832—?)
- Андрей (1834?—05.06.1849)